# Screaming Bloody Murder (песня)
Screaming Bloody Murder — первый сингл из пятого альбома с аналогичным названием канадской панк-рок-группы Sum 41, релиз которого состоялся 7 февраля 2011 года, хотя должен был выйти в августе 2010 года. Изначально песня была написана под названием «Panic Attack» вокалистом и гитаристом панк-рок группы Gob Томом Такером. По его словам, песня должна была войти в последний альбом «Muertos Vivos», хотя по непонятным причинам сингл там не появился. Позже сингл был переименован в Screaming Bloody Murder Дериком Уибли, он также стал продюсером.

## Релиз
8 января 2011 года было объявлено, что группа выпустит сингл «Screaming Bloody Murder» 8 февраля 2011 года в США. В Европе сингл вышел на день раньше, 7 февраля. Группа отказалась от выпуска сингла на CD в пользу цифровой дистрибуции на сайтах iTunes, Amazon.com и других музыкальных продавцов. Премьера песни прошла на месяц раньше официального релиза, 13 января 2011 года, на радиостанции «89X» в Детройте, затем песня попала в эфир к «AOL Radio».

## Живое исполнение

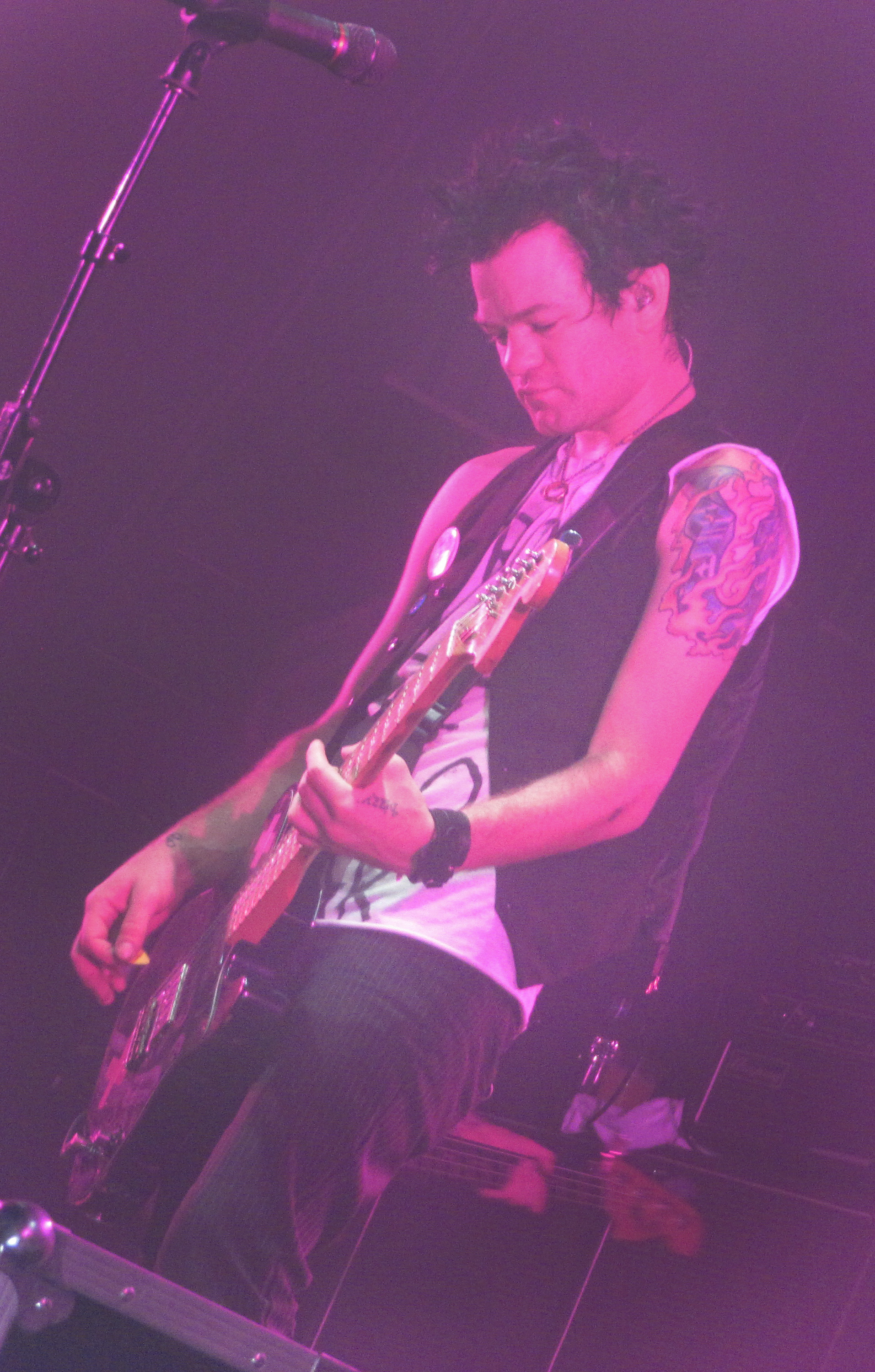
Дерик Уибли в Москве, 11 сентября 2010 года.

Впервые вживую группа исполнила этот сингл в Париже, в первый день выступлений для Европейского «Screaming Bloody Murder Tour» и исполнялась на каждом шоу.
Песни «Screaming Bloody Murder» и «Skumfuk» были исполнены на шоу Джимми Киммел Live! 31 марта 2011 года, также «Screaming Bloody Murder» была исполнена на шоу «Lopez Tonight» 14 апреля 2011 года.

## Видеоклип
Первое что стало известно о музыкальном видео, это то, что он будет снят где-то в Лос-Анджелесе в последнюю неделю января, до того как группа отправится в тур по Европе в феврале 2011 года. Правда вскоре было подтверждено группой помощником и Мэтом Уибли, что лейбл не одобрил концепцию и идею клипа и видео так и не было отснято. Позже стало известно, что другое видео будет отснято когда группа вернётся с «Australian Soundwave Festival» в марте. 23 марта 2011 года стало известно с официальной страницы группы в Facebook, что видео будет снято в «Roxy Theatre» 3 апреля 2011 года и что пришедшие фанаты смогут принять участие в съёмках. Режиссёром видео стал Стив Джос.
В июне 2011 года Коун подтвердил, что видео не будет выпущено из-за проблем с лейблом.

## Чарты
| Чарт (2011)          | Лучшая позиция |
| -------------------- | -------------- |
| Canadian Hot 100     | 72             |
| UK Rock Chart        | 36             |
| US Alternative Songs | 37             |

## История релизов
| Регион                                  | Дата            | Формат                             |
| --------------------------------------- | --------------- | ---------------------------------- |
| Австралия                               | 7 февраля 2011  | Цифровая дистрибуция, Радиоротация |
| Европейский союз (кроме Великобритания) | 7 февраля 2011  | Цифровая дистрибуция, Радиоротация |
| Великобритания                          | 8 февраля 2011  | Цифровая дистрибуция, Радиоротация |
| США                                     | 8 февраля 2011  | Цифровая дистрибуция, Радиоротация |
| Япония                                  | 11 февраля 2011 | Цифровая дистрибуция, Радиоротация |
| Бразилия                                | 25 февраля 2011 | Цифровая дистрибуция, Радиоротация |